# Международный теннисный турнир в Нинбо 2012
Международный теннисный турнир в Нинбо 2012 — 3-й розыгрыш ежегодного профессионального международного теннисного турнир, проводимый ITF в рамках своего женского тура и ATP в рамках своего тура Challenger в китайском городе Нинбо.
Соревнования прошли с 10 по 16 сентября. Второй год подряд проведён турнир не только среди женщин, но и среди мужчин.
Чемпионы прошлого года:
- мужской одиночный разряд:  Лу Яньсюнь
- женский одиночный разряд:  Анастасия Екимова
- мужской парный разряд:  Каран Растоги /  Дивидж Шаран
- женский парный разряд:  Татьяна Лужанская /  Чжэн Сайсай

## Соревнования

### Одиночные турниры

#### Мужчины
Петер Гоёвчик обыграл  Чон Сук Юна со счётом 6-3, 6-1.

#### Женщины
Се Шувэй обыграла  Чжан Шуай со счётом 6-2, 6-2.
- Се Шувэй выиграла 2й титул в сезоне и 22й за карьеру в туре федерации.
- Чжан Шуай уступила 2й финал в сезоне и 8й за карьеру в туре федерации.

### Парные турниры

#### Мужчины
Санчай Ративатана /  Сончат Ративатана обыграли  Гун Маосиня /  Чжана Цзэ со счётом 6-4, 6-2.

#### Женщины
Сюко Аояма /  Чжан Кайчжэнь обыграли  Татьяну Лужанскую /  Чжэн Сайсай со счётом 6-2, 7-5.
- Сюко Аояма выиграла 5й титул в сезоне и 16й за карьеру в туре федерации.
- Чжан Кайчжэнь выиграла 1й титул в сезоне и 8й за карьеру в туре федерации.